# پارک جنگلی بریکاما
پارک جنگلی بریکاما یک پارک جنگلی در گامبیا است. این پارک در ۱ ژانویه ۱۹۵۴ تأسیس شد و ۳۵۷ هکتار وسعت دارد.
این پارک در ارتفاع ۱۸ متری قرار دارد.